# Maria Enrica Spacca
Maria Enrica Spacca (L'Aquila, 20 marzo 1986) è una velocista italiana, specializzata nei 400 metri piani e allenata da Roberto Bonomi.
Fa parte dei due quartetti italiani, outdoor (Chiara Bazzoni, Marta Milani, Maria Enrica Spacca, Libania Grenot) ed indoor (Maria Enrica Spacca, Elena Bonfanti, Marta Milani, Chiara Bazzoni), della staffetta 4×400 metri detentori di entrambi i record nazionali.
Ha vinto la medaglia d'oro con la staffetta 4×400 m ai Giochi del Mediterraneo di Mersin in Turchia nel 2013.
Ai Campionati italiani assoluti, tra indoor ed outdoor, ha vinto 12 titoli nazionali di cui 2 individuali (400 m indoor ed outdoor nel 2012); è stata titolata a livello nazionale in ogni categoria giovanile: cadette, allieve, juniores e promesse.

## Biografia

### Gli inizi e le prime medaglie ai campionati nazionali giovanili
È cresciuta al Campo Scuola di Rieti e ha portato da giovane i colori dell'Atletica Studentesca Reatina Ca.Ri.Ri. (Cassa di Risparmio di Rieti), mettendo in mostra doti molto interessanti nella velocità prolungata: tanto da essere schierata, ancora cadetta, sui 400 m in occasione della Coppa dei Campioni juniores per club a Maribor in Slovenia nel 2001, giungendo quarta sui 400 m e quinta nella 4×100 m; sempre nella Coppa dei Campioni juniores per club a Tuzla in Bosnia Erzegovina nel 2005 ha terminato quinta nei 400 m ed ha vinto l'argento con la staffetta 4×400 m.
Ha iniziato a vincere le prime medaglie ed il primo titolo italiano nel 2001 quando era al secondo anno da cadetta: argento sui 300 m e poi oro con la staffetta svedese; l'anno prima, sempre da cadetta nel 2000, era stata settima con la staffetta svedese.

### 2002-2006: numerosi titoli nazionali giovanili e primo titolo italiano assoluto
Da allieva, nel biennio 2002-2003, ha fatto due volte la doppietta 400-4×400 m ai campionati nazionali di categoria; 
nella stagione indoor 2003 è stata argento sui 400 m agli assoluti ed ha vinto la finale 2 sui 200 m ai campionati allieve.
Anche da juniores, come da allieva, ha centrato due doppiette su 400 4×400 m nel biennio 2004-2005; 
nel 2004 agli juniores indoor non ha superato la batteria dei 400 m.
Sempre nel 2004 a livello internazionale partecipa a Grosseto ai Mondiali juniores uscendo in batteria sia sui 400 che con la 4×400 m.
Nel 2005 partecipa ai Campionati europei juniores di Kaunas in Lituania: anche qui gareggia sia sui 400 che nella 4×400 m senza superare le batterie.
Sei medaglie vinte, con tre titoli italiani, ai campionati nazionali nel 2006: oro sui 400 m promesse indoor, bronzo sui ed oro rispettivamente su 400 e 4×200 m agli assoluti indoor, bronzo ed argento su 400 e 4×400 m agli assoluti ed infine oro nella 4×400 m promesse.

### 2007-2009: diverse medaglie agli assoluti ed esordio con la nazionale assoluta
Tre medaglie nel 2007 con bronzo sui 400 m agli assoluti indoor, oro sia nella 4×200 m indoor sempre agli assoluti che nei 400 m promesse.
Quinto posto nel 2008 sui 400 m promesse indoor.
Nel 2009, altre tre medaglie agli assoluti: argento ed oro agli assoluti indoor di Torino (argento nei 400 m e oro con la 4×200 m) e poi ai campionati assoluti di Milano, all'Arena, arriva terza sui 400 m con 53”56 dietro a Libania Grenot e Marta Milani.
Il 30 agosto 2009 batte di nuovo il suo primato personale al Meeting Città di Padova con 53”53 (7ª).
A giugno esordisce con la Nazionale assoluta nell'Europeo per nazioni di Leiria in Portogallo vincendo l'argento con la 4×400 m. Poi prende parte ai Mondiali di Berlino in Germania non superando la batteria della 4×400 m.

### 2010-2012: record nazionale con la staffetta 4×400 metri, poker di titoli assoluti in una sola stagione sportiva ed olimpiade londinese
Nel 2010 vince 3 medaglie agli assoluti su 4 finali corse: bronzo sui 400 m ed oro nella 4×200 m (indoor), quarto posto nei 400 m ed oro sulla 4×400 m (outdoor).
Fa parte della staffetta italiana, primatista assoluta il 1º agosto 2010, in 3'25"71 (4ª) agli Europei di Barcellona 2010 (con Chiara Bazzoni, Marta Milani e Libania Grenot), quando giunge quarta in finale.
Tris di medaglie, di ogni metallo, nei campionati nazionali del 2011: argento nei 400 m indoor, bronzo e oro su 400 e 4×400 m agli outdoor.
Nelle competizioni internazionali conclude al quarto posto agli Europei indoor in Francia a Parigi sempre con la staffetta 4×400 m; poi, in estate, prima gareggia a giugno all'Europeo per nazioni di Stoccolma in Svezia (sesto posto con la 4×400 m) e poi ad agosto/settembre ai Mondiali di Taegu in Corea del Sud (non supera la batteria con la 4×400 m).
Nel 2012 fa doppietta di titoli agli assoluti indoor di Ancona, vincendo sia sui 400 m che con la 4×200 m; quindi ai Mondiali indoor di Istanbul in Turchia esce in semifinale sui 400 m; agli assoluti poi centra 2 doppiette (400 e 4×400 m) chiudendo così la stagione sportiva degli assoluti 2012 con un en plein di titoli, 4 su 4. 
L'8 luglio 2012 diventa campionessa italiana assoluta a Bressanone sui 400 m, con il primato personale di 52”53, ed anche nella staffetta 4×400 m.
Agli Europei di Helsinki in Finlandia non va oltre la semifinale nei 400 m e non supera la batteria con la 4×400 m.
Alle Olimpiadi di Londra in Gran Bretagna partecipa come staffettista della 4×400 m che non riesce a qualificarsi per la finale.

### 2013-2014: ancora numerosi titoli vinti agli assoluti e record nazionale con la staffetta 4×400 metri indoor
Tre medaglie agli assoluti nel 2013: doppio argento agli assoluti indoor su 400 m e 4×200 m, bronzo nei 400 m agli assoluti outdoor.
Nel 2013 prende parte agli Europei indoor in Svezia a Göteborg uscendo in batteria sui 400 m; a giugno gareggia prima all'Europeo per nazioni di Gateshead in Gran Bretagna (ottava posizione con la 4×400 m) e poi ai Giochi del Mediterraneo (medaglia d'oro con la staffetta 4×400 m).
Due medaglie di bronzo sui 400 m (indoor ed outdoor) ed altrettante d'oro in staffetta (4×200 e 4×400 m) agli assoluti nel 2014.
Nel marzo del 2014 ai Mondiali indoor di Sopot in Polonia stabilisce assieme ad Elena Bonfanti, Marta Milani e Chiara Bazzoni il nuovo record nazionale della 4×400 m indoor correndo la batteria in 3'31”99, tempo però non sufficiente per accedere alla finale.
A maggio giunge sesta alla prima edizione delle IAAF World Relays a Nassau nella Bahamas correndo con la 4×400 m.
A giugno è la volta dell'Europeo per nazioni in Germania a Braunschweig dove termina sesta nella 4×400 m.
Infine ad agosto prende parte agli Europei di Zurigo in Svizzera: batteria nei 400 m e settimo posto nella finale della 4×400 m.

## Curiosità
- Ha vinto il titolo nazionale sui 400 m in tutte e le 4 diverse categorie in cui vengono corsi: allieve (2002, 2003), juniores (2004, 2005), promesse (2006) ed assoluti (2012).
- Nel febbraio del 2006 è stata reclutata dalla Forestale e, nonostante alcuni problemi fisici, ha proseguito i suoi miglioramenti fino ad accarezzare il podio europeo (4º posto finale) con la staffetta di Barcellona[1].
- Come allenatore ha avuto prima Andrea Milardi[3] e poi Roberto Bonomi[1].
- Vive a Pagliara, una frazione del comune di Borgorose e si è avvicinata alla pratica dell'atletica leggera su consiglio del maestro delle scuole elementari Aldo Rosati[4].

## Record nazionali

### Seniores
- Staffetta 4 x 200 metri indoor club: 1'36"40 ( Ancona, 26 febbraio 2012) (Gloria Hooper, Maria Enrica Spacca, Giulia Arcioni, Martina Giovanetti)[5]
- Staffetta 4×400 metri: 3'25"16 ( Rio de Janeiro, 20 agosto 2016) (Maria Benedicta Chigbolu, Maria Enrica Spacca, Ayomide Folorunso, Libania Grenot)
- Staffetta 4 x 400 metri indoor: 3'31"99 ( Sopot, 8 marzo 2014) (Maria Enrica Spacca, Elena Bonfanti, Marta Milani, Chiara Bazzoni)

### Allieve
- Staffetta 4 x 400 metri club: 3'49”99 ( Rieti, 3 agosto 2003) (Giulia Angelini, Valeria Accili, Maria Enrica Spacca, Giulia Arcioni)

## Progressione

### 200 metri piani
| Stagione | Tempo | Luogo   | Data      | Rank. Mond. |
| -------- | ----- | ------- | --------- | ----------- |
| 2014     | 25“07 | Milano  | 28-9-2014 |             |
| 2012     | 23“77 | Rieti   | 9-5-2012  |             |
| 2011     | 24“04 | Orvieto | 22-7-2011 |             |
| 2010     | 24“13 | Roma    | 16-5-2010 |             |
| 2009     | 24“08 | Rieti   | 21-7-2009 |             |
| 2006     | 24“36 | Rieti   | 6-9-2006  |             |
| 2005     | 24“64 | Roma    | 21-5-2005 |             |

### 400 metri piani
| Stagione | Tempo | Luogo          | Data      | Rank. Mond. |
| -------- | ----- | -------------- | --------- | ----------- |
| 2014     | 52“56 | Rovereto       | 19-7-2014 |             |
| 2013     | 53“06 | Campi Bisenzio | 15-6-2013 |             |
| 2012     | 52“53 | Bressanone     | 8-7-2012  |             |
| 2011     | 52“61 | Rieti          | 10-9-2011 |             |
| 2010     | 52“80 | Rieti          | 29-8-2010 |             |
| 2009     | 53“53 | Padova         | 30-8-2009 |             |
| 2008     | 55“00 | Avezzano       | 21-9-2008 |             |
| 2006     | 53“87 | Rieti          | 22-7-2006 |             |
| 2005     | 54“38 | Rieti          | 25-5-2005 |             |
| 2004     | 56“50 | Grosseto       | 13-7-2004 |             |

### 400 metri piani indoor
| Stagione | Tempo   | Luogo  | Data      | Rank. Mond. |
| -------- | ------- | ------ | --------- | ----------- |
| 2014     | 53“67   | Ancona | 23-2-2014 |             |
| 2013     | 53“39   | Ancona | 10-2-2013 |             |
| 2012     | 53“00   | Ancona | 26-2-2012 |             |
| 2011     | 53“35   | Ancona | 19-2-2011 |             |
| 2010     | 54“26   | Ancona | 27-2-2010 |             |
| 2009     | 53“62   | Torino | 21-2-2009 |             |
| 2008     | 56“74   | Ancona | 17-2-2008 |             |
| 2007     | 53“80   | Genova | 24-2-2007 |             |
| 2006     | 54“77   | Ancona | 18-2-2006 |             |
| 2005     | 1'01“01 | Ancona | 13-2-2005 |             |

## Palmarès
| Anno | Manifestazione          | Sede           | Evento      | Risultato  | Prestazione | Note                                     |
| ---- | ----------------------- | -------------- | ----------- | ---------- | ----------- | ---------------------------------------- |
| 2004 | Mondiali juniores       | Grosseto       | 400 m piani | Batteria   | 56"50       | [ 6 ]                                    |
| 2004 | Mondiali juniores       | Grosseto       | 4×400 m     | Batteria   | 3'41"53     | [ 6 ]                                    |
| 2005 | Europei juniores        | Kaunas         | 400 m piani | Batteria   | 56"15       | [ 7 ]                                    |
| 2005 | Europei juniores        | Kaunas         | 4×400 m     | Batteria   | 3'42"15     | [ 7 ]                                    |
| 2009 | Mondiali                | Berlino        | 4×400 m     | Batteria   | 3'31"05     | [ 8 ]                                    |
| 2010 | Europei                 | Barcellona     | 4×400 m     | Bronzo     | 3'25"71     | [ 9 ]                                    |
| 2011 | Europei indoor          | Parigi         | 4×400 m     | 4ª         | 3'33"70     | [ 10 ]                                   |
| 2011 | Mondiali                | Taegu          | 4×400 m     | Batteria   | 3'26"48     | [ 11 ]                                   |
| 2012 | Mondiali indoor         | Istanbul       | 400 m piani | Semifinale | 53"71       | [ 12 ]                                   |
| 2012 | Europei                 | Helsinki       | 400 m piani | Semifinale | 53"02       | [ 13 ]                                   |
| 2012 | Europei                 | Helsinki       | 4×400 m     | Batteria   | 3'31"64     | [ 14 ]                                   |
| 2012 | Giochi olimpici         | Londra         | 4×400 m     | Batteria   | 3'29"01     | [ 15 ]                                   |
| 2013 | Europei indoor          | Göteborg       | 400 m piani | Batteria   | 53"79       | [ 16 ]                                   |
| 2013 | Giochi del Mediterraneo | Mersin         | 4×400 m     | Oro        | 3'32"44     | [ 17 ]                                   |
| 2013 | Mondiali                | Mosca          | 4×400 m     | Batteria   | dq          | [ 18 ]                                   |
| 2014 | Mondiali indoor         | Sopot          | 4×400 m     | Batteria   | 3'31"99     | [ 19 ]                                   |
| 2014 | World Relays            | Nassau         | 4×400 m     | 6ª         | 3'27"44     | [ 20 ]                                   |
| 2014 | Europei                 | Zurigo         | 400 m piani | Batteria   | 53"41       | [ 21 ]                                   |
| 2014 | Europei                 | Zurigo         | 4×400 m     | 7ª         | 3'28"30     | [ 22 ]                                   |
| 2016 | Europei                 | Amsterdam      | 4x400 m     | Bronzo     | 3'27"49     | Miglior prestazione personale stagionale |
| 2016 | Giochi olimpici         | Rio de Janeiro | 4x400 m     | 6ª         | 3'27"05     |                                          |
| 2017 | Europei indoor          | Belgrado       | 4×400 m     | 4ª         | 3'32"87     |                                          |
| 2017 | Mondiali                | Londra         | 4×400 m     | Batteria   | 3'27"81     | Miglior prestazione personale stagionale |
| 2018 | Mondiali indoor         | Birmingham     | 4×400 m     | 5ª         | 3'31"55     | Record nazionale                         |

## Campionati nazionali
- 4 volte campionessa assoluta della staffetta 4×100 m (2010, 2011, 2012, 2014)
- 6 volte campionessa assoluta indoor della staffetta 4×200 m (2006, 2007, 2009, 2010, 2012, 2014)
- 1 volta campionessa assoluta dei 400 m (2012)
- 1 volta campionessa assoluta indoor dei 400 m (2012)
- 2 volte campionessa promesse indoor dei 400 m (2006, 2007)
- 1 volta campionessa promesse dei 400 m (2006)
- 2 volte campionessa juniores della staffetta 4×400 m (2004, 2005)
- 2 volte campionessa juniores sui 400 m (2004, 2005)
- 2 volte campionessa allieve della staffetta 4×400 m (2002, 2003)
- 2 volte campionessa allieve sui 400 m (2002, 2003)
- 1 volta campionessa cadette della staffetta svedese (2001)

2000
- 7ª ai Campionati italiani cadetti e cadette, (Fano), Staffetta svedese - 5'42”05[23]

2001
- Argento ai Campionati italiani cadetti e cadette, (Isernia), 300 m - 41”10[24]
- Oro ai Campionati italiani cadetti e cadette, (Isernia), Staffetta svedese - 5'25”87[24]

2002
- Oro ai Campionati italiani allievi e allieve, (Torino), 400 m - 57”30[25]
- Oro ai Campionati italiani allievi e allieve, (Torino), 4×400 m - 3'56”15[26]

2003
- Argento ai Campionati italiani assoluti indoor, (Genova), 400 m - 56”50[27]
- 1ª ai Campionati italiani allievi-juniores-promesse indoor, (Ancona), 200 m - 25”33 (Finale 2)[28]
- Oro ai Campionati italiani allievi e allieve, (Cesenatico), 400 m - 56”54[29]
- Oro ai Campionati italiani allievi e allieve, (Cesenatico), 4×400 m - 3'59”45[30]

2004
- In batteria ai Campionati italiani allievi-juniores-promesse indoor, (Genova), 400 m - 56”28[31]
- Oro ai Campionati italiani juniores e promesse, (Rieti), 400 m - 55”39[32]
- Argento ai Campionati italiani juniores e promesse, (Rieti), 4×400 m - 4'00”79[27]

2005
- Oro ai Campionati italiani juniores e promesse, (Grosseto), 400 m - 54”53[33]
- Oro ai Campionati italiani juniores e promesse, (Rieti), 4×400 m - 3'48”98[34]

2006
- Oro ai Campionati italiani allievi-juniores-promesse indoor, (Ancona), 400 m - 56”03[35]
- Bronzo ai Campionati italiani assoluti indoor, (Ancona), 400 m - 54”77[36]
- Oro ai Campionati italiani assoluti indoor, (Ancona), 4×200 m - 1'38”40[37]
- Bronzo ai Campionati italiani assoluti, (Torino),
400 m - 54”28[38]
- Argento ai Campionati italiani assoluti, (Torino), 4×400 m - 3'43”58[39]
- Oro ai Campionati italiani juniores e promesse, (Rieti), 400 m - 53”87[40]

2007
- Bronzo ai Campionati italiani assoluti indoor, (Ancona), 400 m - 54”16[41]
- Oro ai Campionati italiani assoluti indoor, (Ancona), 4×200 m - 1'38”52[42]
- Oro ai Campionati italiani allievi-juniores-promesse indoor, (Genova), 400 m - 53”80[43]

2008
- 5ª ai Campionati italiani allievi-juniores-promesse indoor, (Ancona), 400 m - 56”84[44]

2009
- Argento ai Campionati italiani assoluti indoor, (Torino), 400 m - 53”62[45]
- Oro ai Campionati italiani assoluti indoor, (Torino), 4×200 m - 1'36”55[46]
- Bronzo ai Campionati italiani assoluti, (Milano),
400 m - 53”56[47]

2010
- Bronzo ai Campionati italiani assoluti indoor, (Ancona), 400 m - 54”26[48]
- Oro ai Campionati italiani assoluti indoor, (Ancona), 4×200 m - 1'38”28[49]
- 4ª ai Campionati italiani assoluti, (Grosseto),
400 m - 53”28[50]
- Oro ai Campionati italiani assoluti, (Grosseto), 4×100 m - 44”94[51]

2011
- Argento ai Campionati italiani assoluti indoor, (Ancona), 400 m - 53”35[52]
- Bronzo ai Campionati italiani assoluti, (Torino),
400 m - 52”62[53]
- Oro ai Campionati italiani assoluti, (Torino),
4×100 m - 44”94[54]

2012
- Oro ai Campionati italiani assoluti indoor, (Ancona), 400 m - 53”00[55]
- Oro ai Campionati italiani assoluti indoor, (Ancona), 4×200 m - 1'36”40[56]
- Oro ai Campionati italiani assoluti, (Bressanone) 400 m - 52”53[57]
- Oro ai Campionati italiani assoluti, (Bressanone), 4×100 m - 44”10[58]

2013
- Argento ai Campionati italiani assoluti indoor, (Ancona), 400 m - 54”14[59]
- Argento ai Campionati italiani assoluti indoor, (Ancona), 4×200 m - 1'39”04[60]
- Bronzo ai Campionati italiani assoluti, (Milano)
400 m - 53”22[61]

2014
- Bronzo ai Campionati italiani assoluti indoor, (Ancona), 400 m - 53”67[62]
- Oro ai Campionati italiani assoluti indoor, (Ancona), 4×200 m - 1'37”10[63]
- Bronzo ai Campionati italiani assoluti, (Rovereto) 400 m - 52”56[64]
- Oro ai Campionati italiani assoluti, (Rovereto), 4×100 m - 45”06[65]

2017
- Argento ai campionati italiani assoluti, 400 m piani - 52"95
- Oro ai campionati italiani assoluti, staffetta 4x100 m - 44"54

2019
- Argento ai campionati italiani assoluti, staffetta 4x100 m - 45"67

## Altre competizioni internazionali
2001
- 4ª nella Coppa dei Campioni juniores per club, ( Maribor), 400 m - 58”96[66]
- 5ª nella Coppa dei Campioni juniores per club, ( Maribor), 4×100 m - 50”62[66]

2005
- 5ª nella Coppa dei Campioni juniores per club, ( Tuzla), 400 m - 57”79[67]
- Argento nella Coppa dei Campioni juniores per club, ( Tuzla), 4×400 m - 3'50”83[67]

2009
- Argento nell'Europeo per nazioni, ( Leiria), 4×400 m - 3'28”77[68]

2011
- 6ª nell'Europeo per nazioni, ( Stoccolma), 4×400 m - 3'30”11[69]

2013
- 8ª nell'Europeo per nazioni, ( Gateshead), 4×400 m - 3'35”26[70]

2014
- 6ª nell'Europeo per nazioni, ( Braunschweig), 4×400 m - 3'30”17[71]